# Rømø

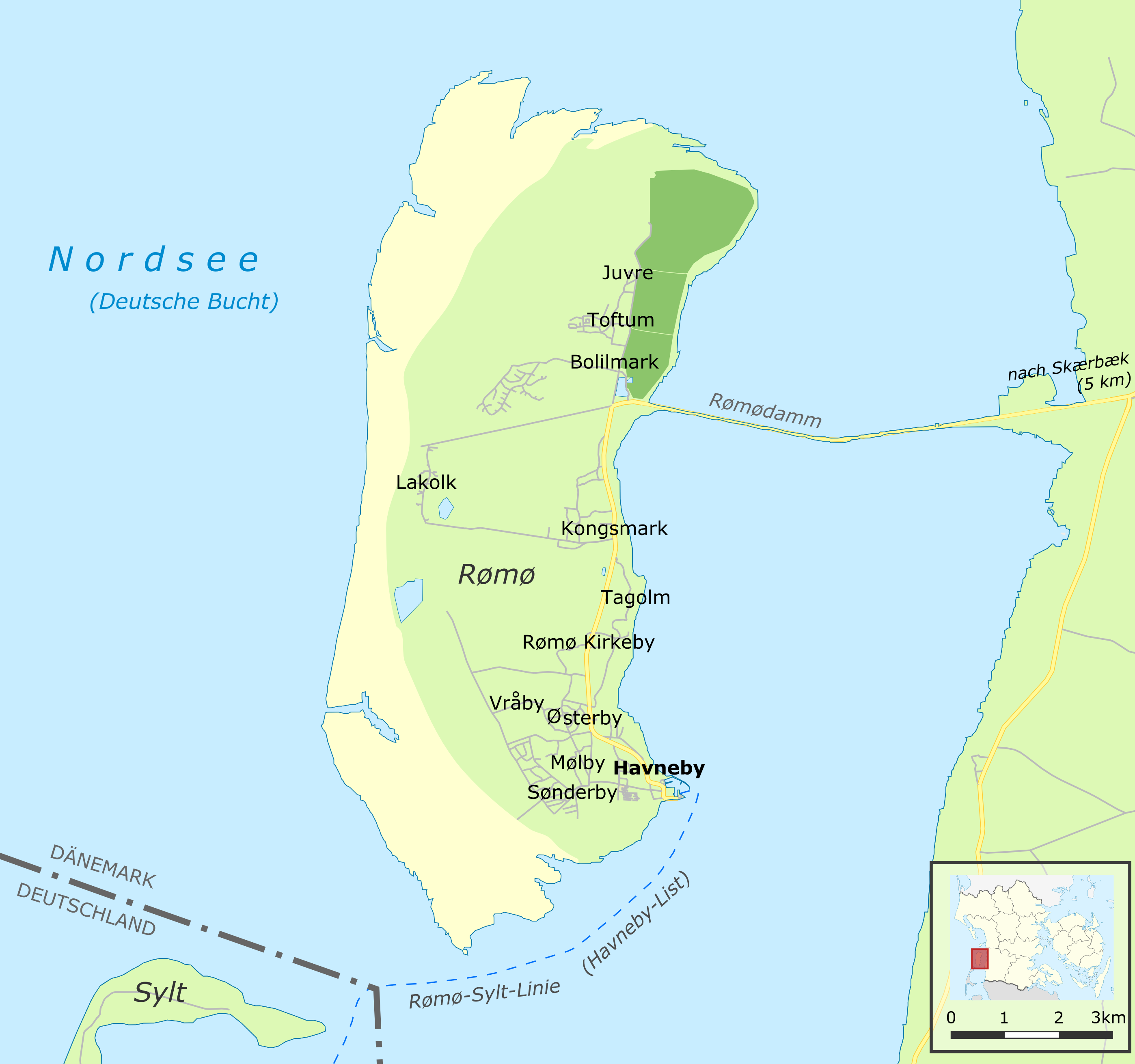
Rømø szigete

Rømø (németül: Röm) dán sziget a Watt-tengeren. Tønder község része.

## Leírása
Rømø jelenleg a dániai Watt-tenger legdélebbi szigete, mivel a kis lakatlan  Jordsand sziget 1999-ben elsüllyedt. A dán szárazföldhöz egy, a töltésen átfutó úttal kapcsolódik. A sziget mintegy 3 km-re fekszik a szomszédos német Sylt szigettől, amelyre komp közlekedik. Ez ad otthont számos kis községnek, mint Kongsmark, Østerby, Lakolk és Sønderstrand.
A szigetnek a 2011. januári adatok szerint 1650 lakosa volt, területe 129 km². Rømø a turisták számára népszerű hely, például nudista strandjai miatt.

## Története
Rømø nevét 1190-ben említették először írásban. A sziget az odensei Santa Knud-kolostorhoz tartozott. 1864-ben a sziget déli része (Sønderlandet) a királyi enklávéé volt, és a Dán Királysághoz tartozott. A sziget északi része (Nørrelandet) Sleswig Duke-nek volt alárendelve.
A 16. században a tengerészet szerzett nagy jelentőséget a szigetnek; a közeli Ribe egy időre átvette a  mélytengeri kikötő szerepét.
A sziget történetében a fordulópont a harmincéves háború volt, amelynek során a császári seregek elfoglalták Jütlandot és Rømøt. A 17. és a 18. században a bálnavadászat hozta az első nagyobb gazdagságot a kopár szigetnek.
Rømø 1864-től 1920-ig Németországhoz tartozott a porosz Schleswig-Holstein tartomány részeként.

## Növényvilága

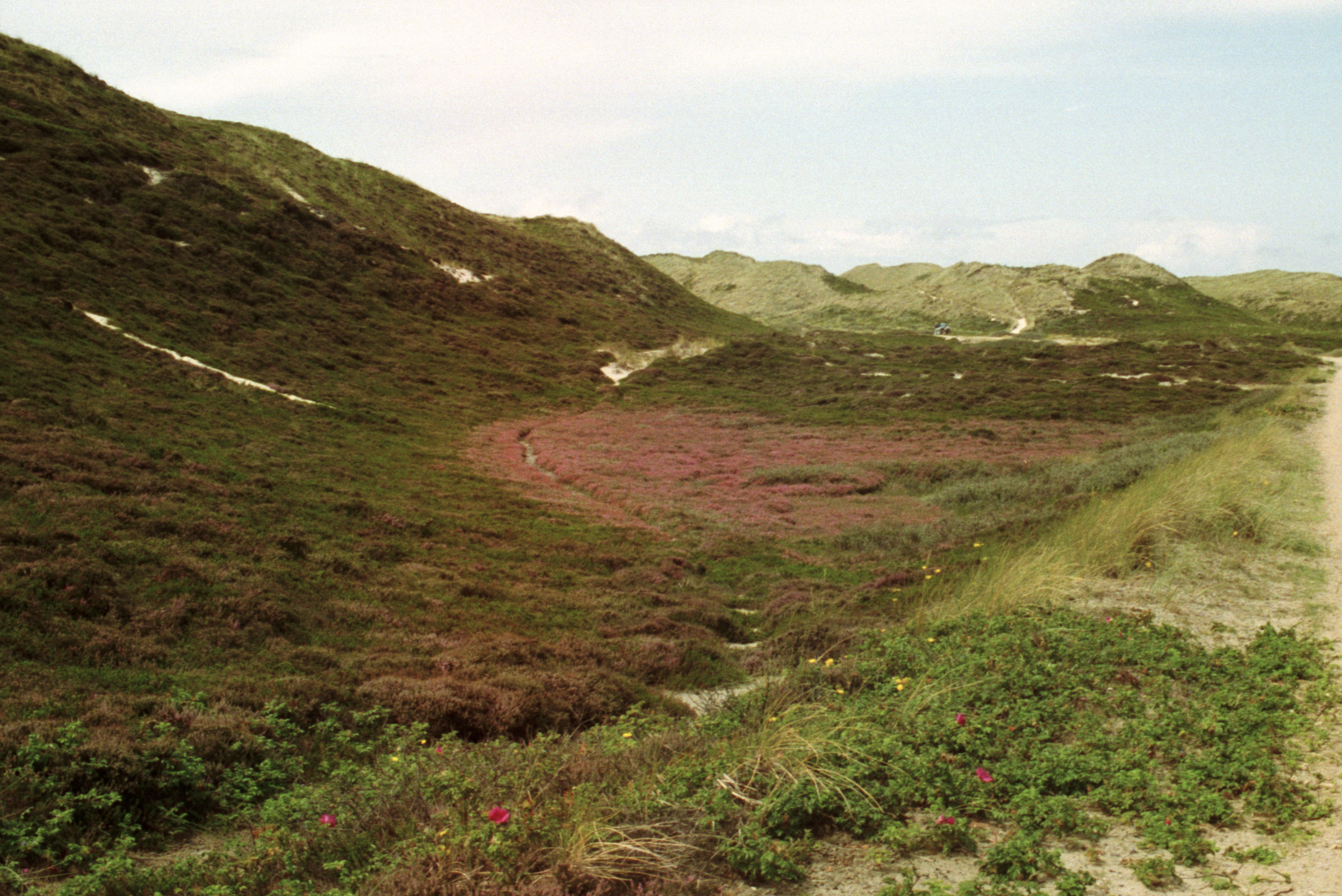
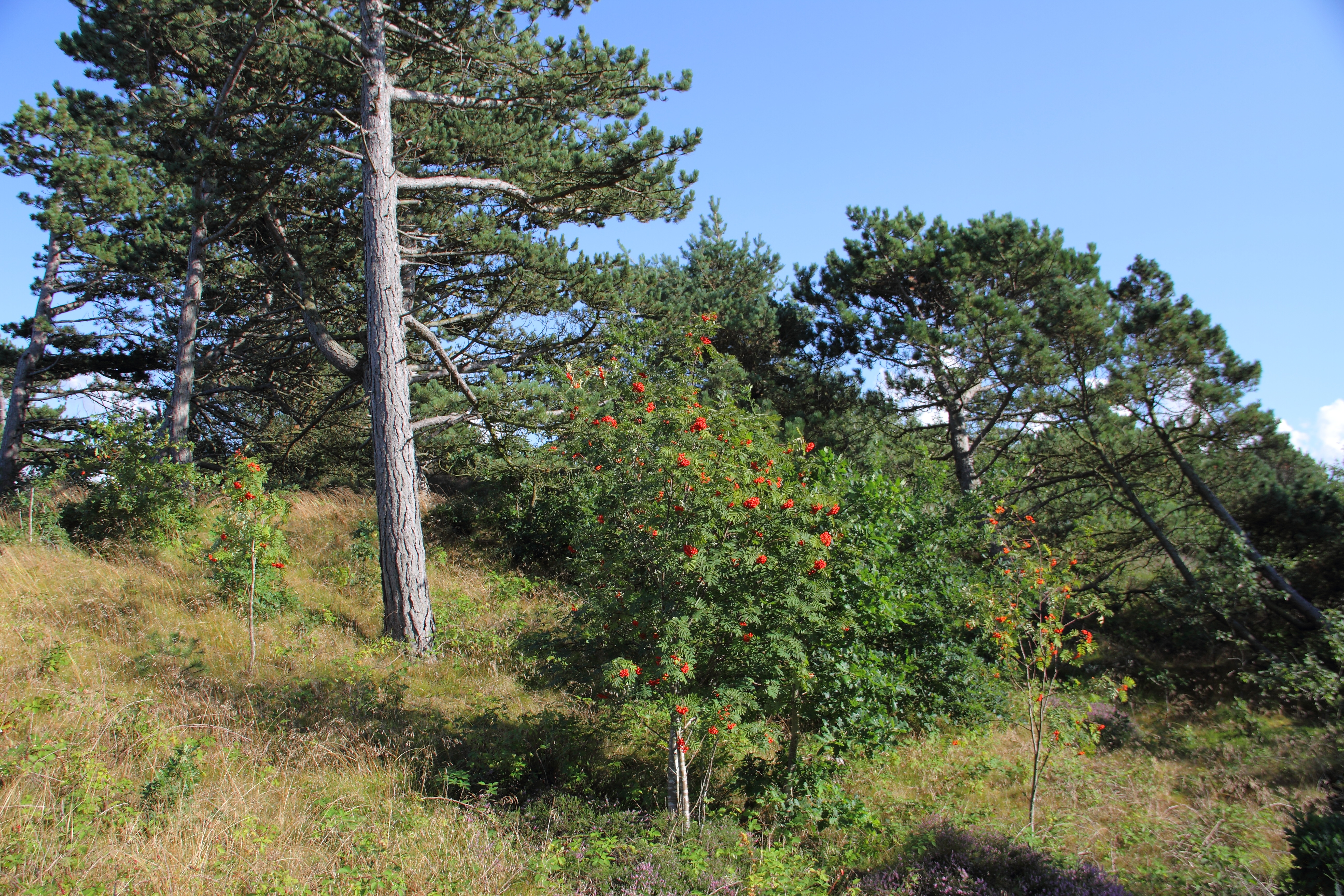
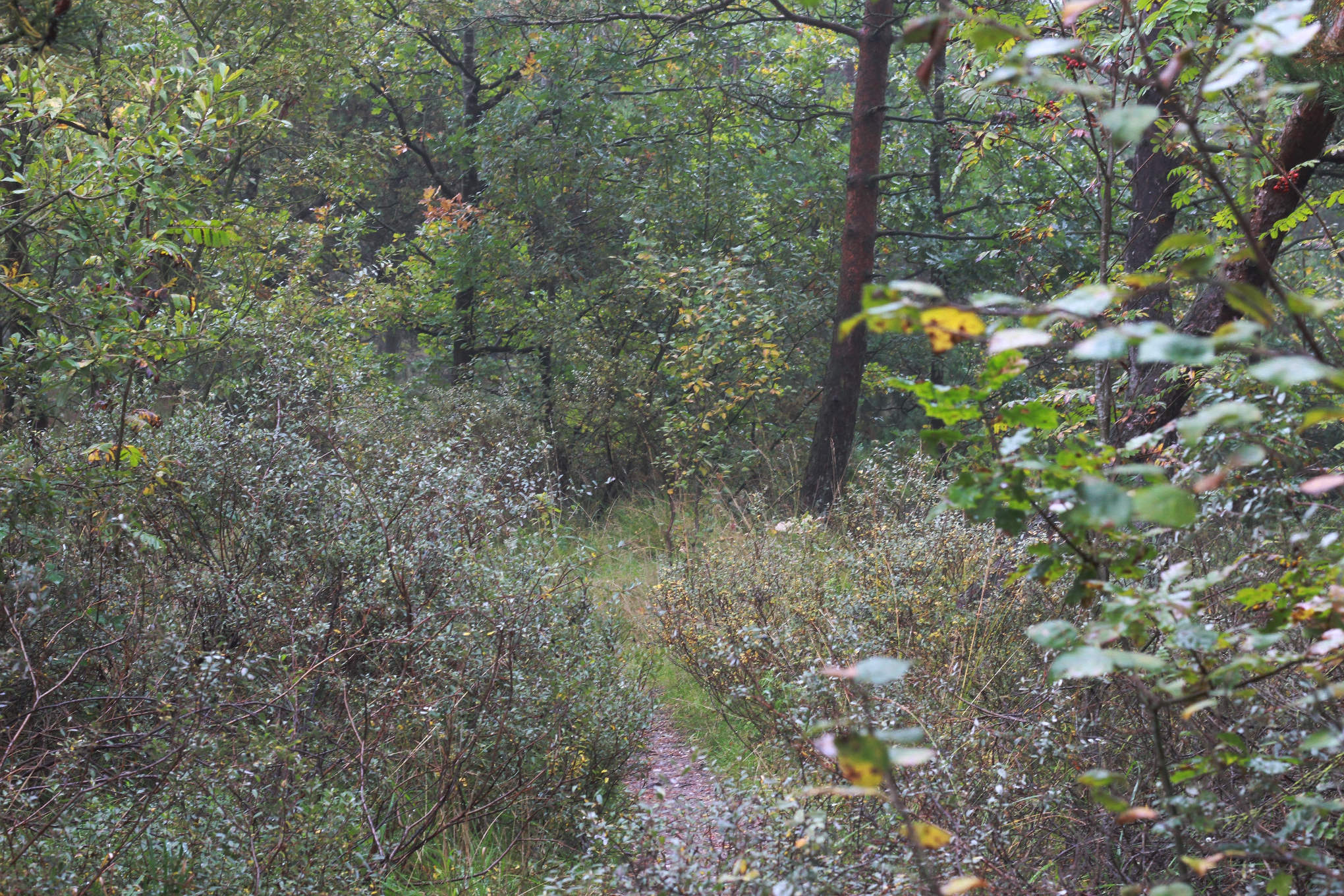
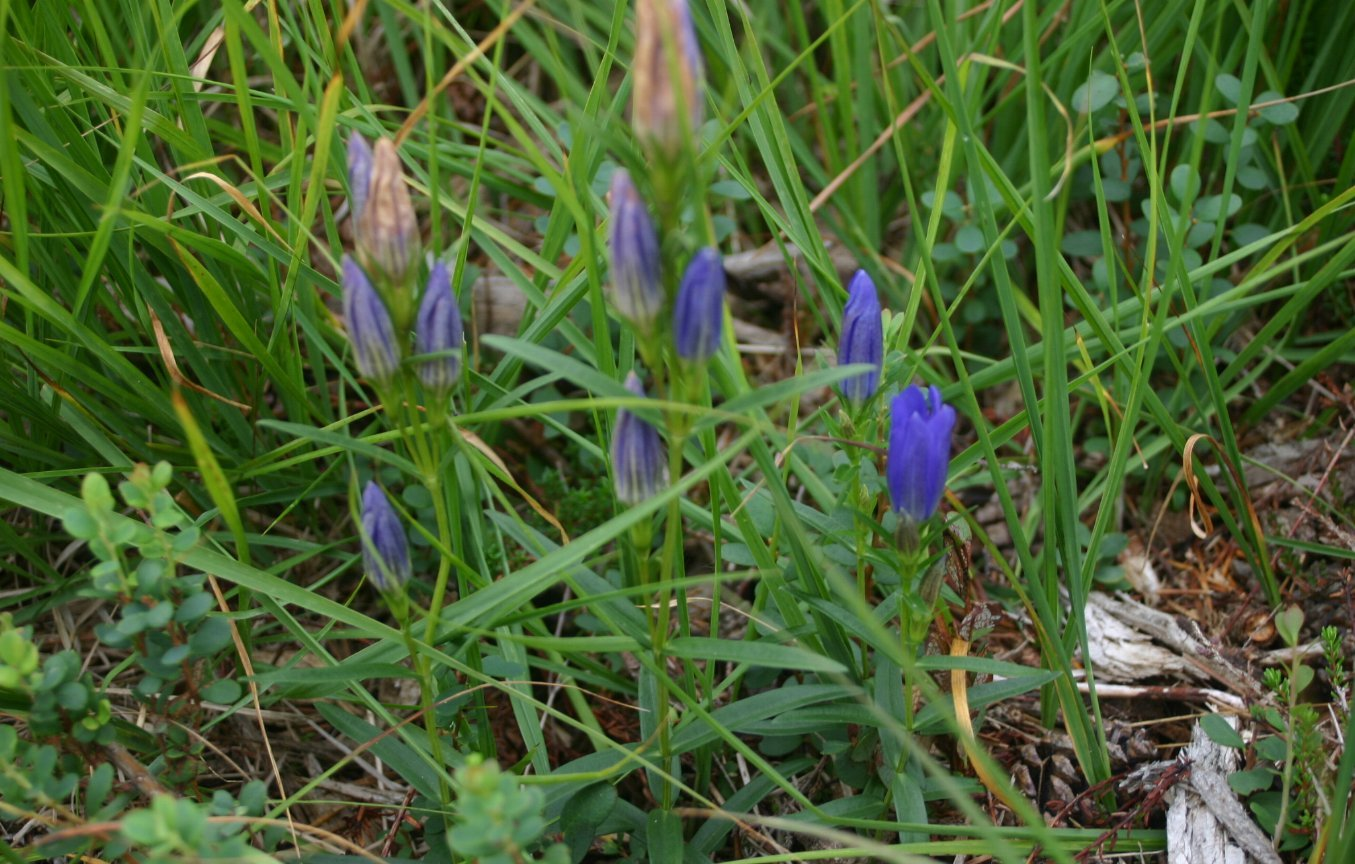

A szigetnek gazdag növényvilága van, amely mintegy 270 növényfajt foglal magába. A tenger felőli oldalon, a szárazföldi területeken, a pusztán és a Watt-oldalon vannak különböző növénytársulások.

## Állatvilága

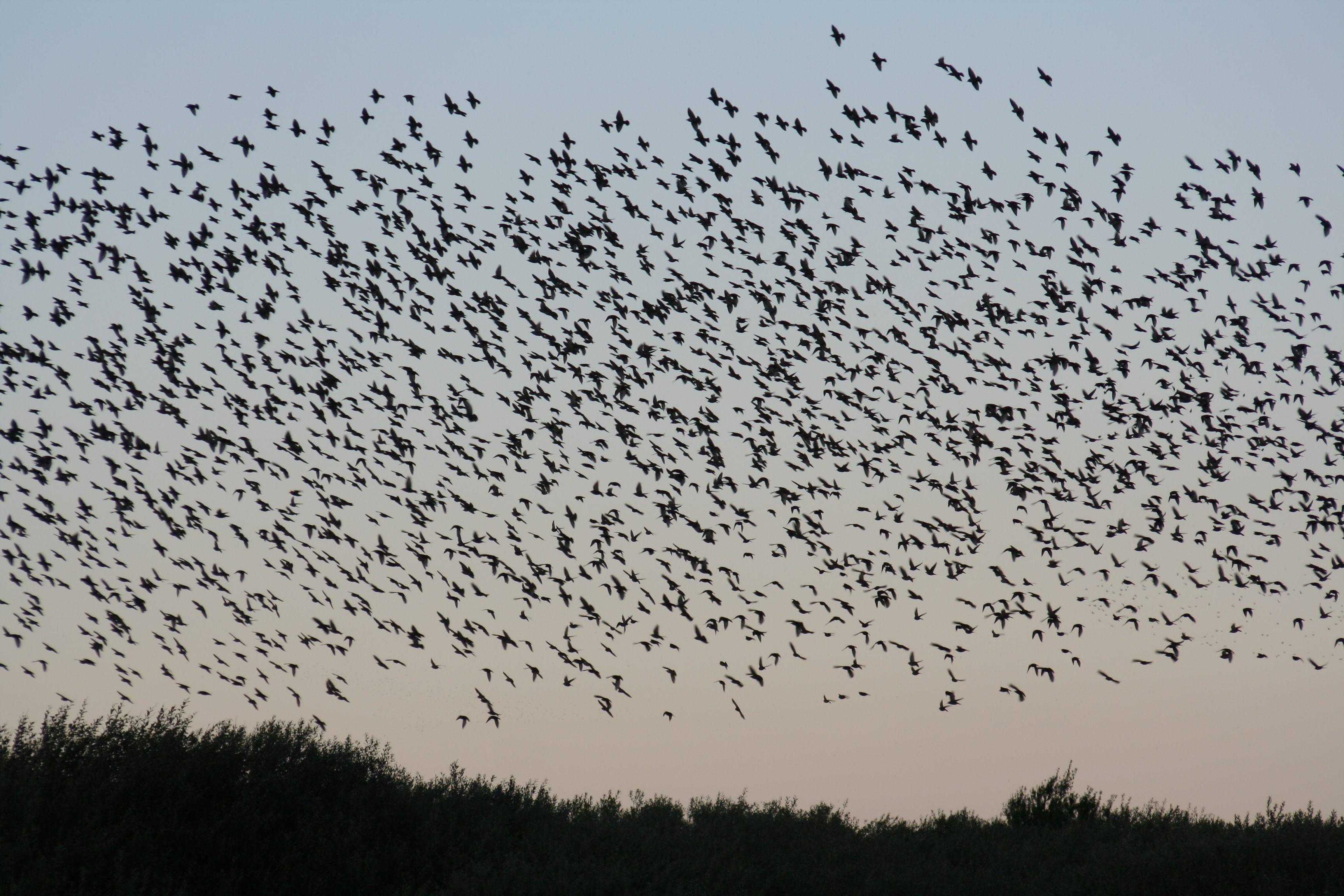
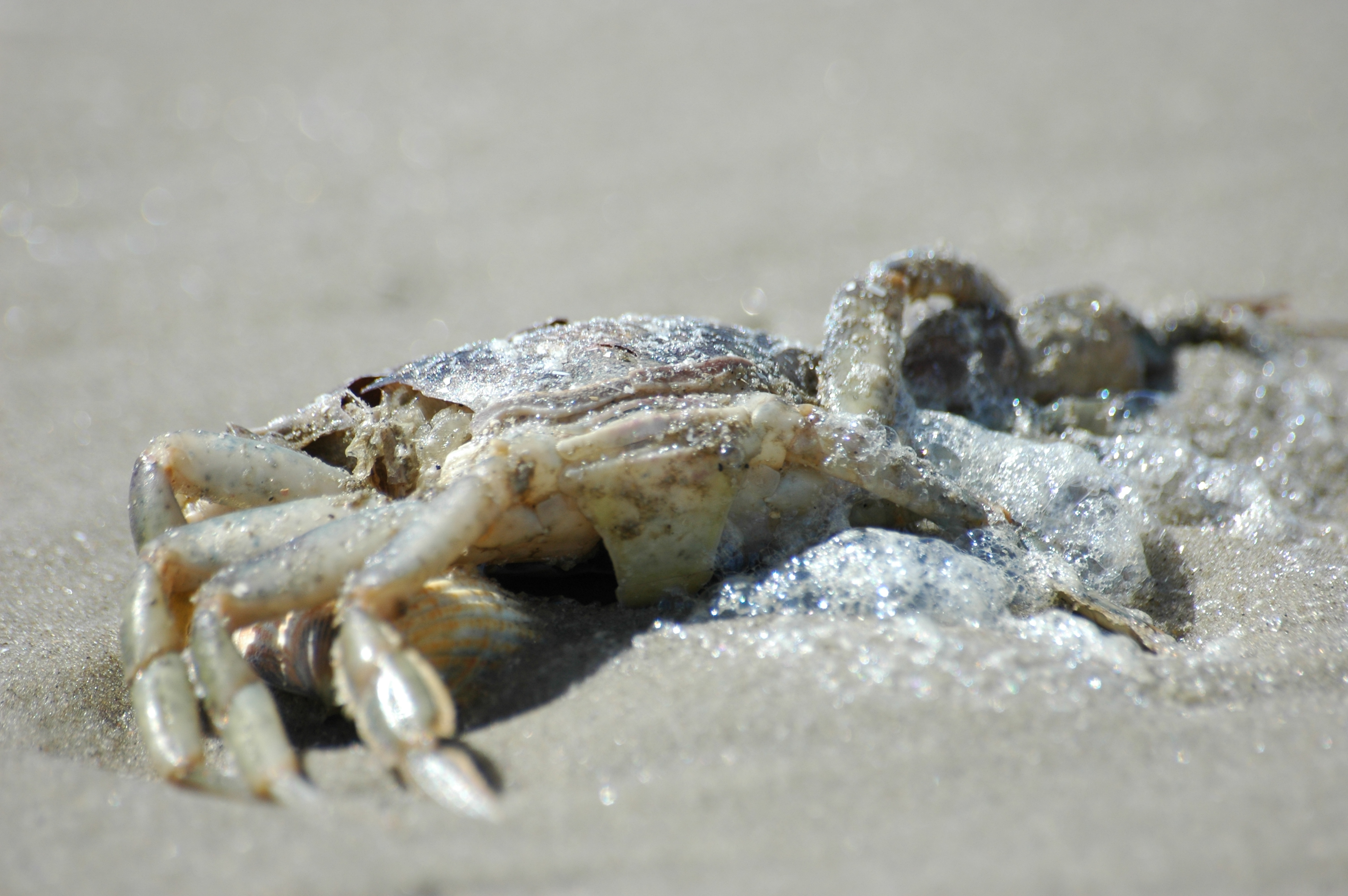

A sziget sok állatnak is otthont ad. A mezei nyúl és a szarvas mellett számos madárfaj él itt: 2002-ben 95 madárfajt számoltak össze. A kétéltűek közül megtalálhatók például a sárga hasú varangyok és a szalamandrák is. 1998-ban 87 kagyló- és csigafaj létezett.

## Galéria

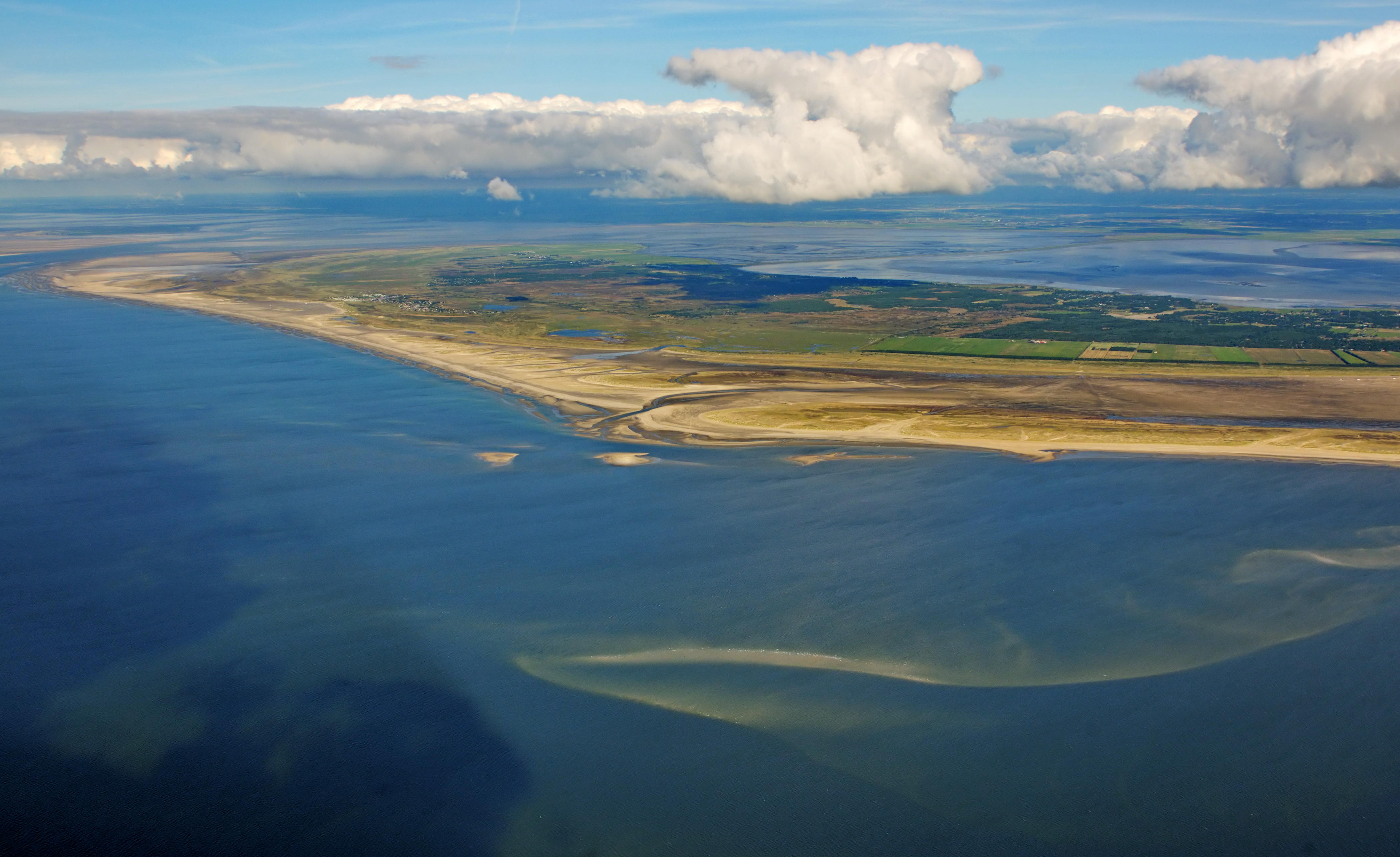
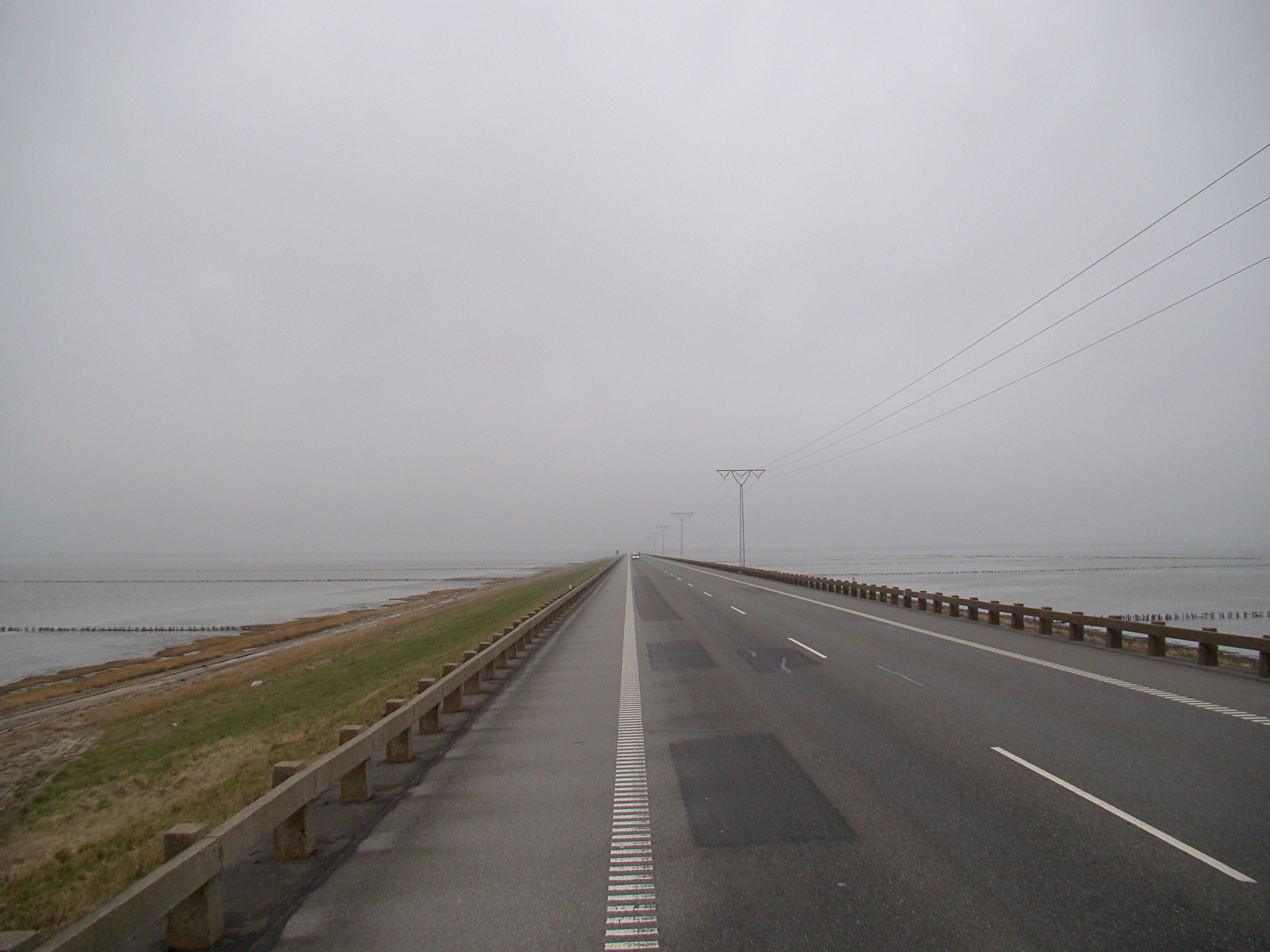
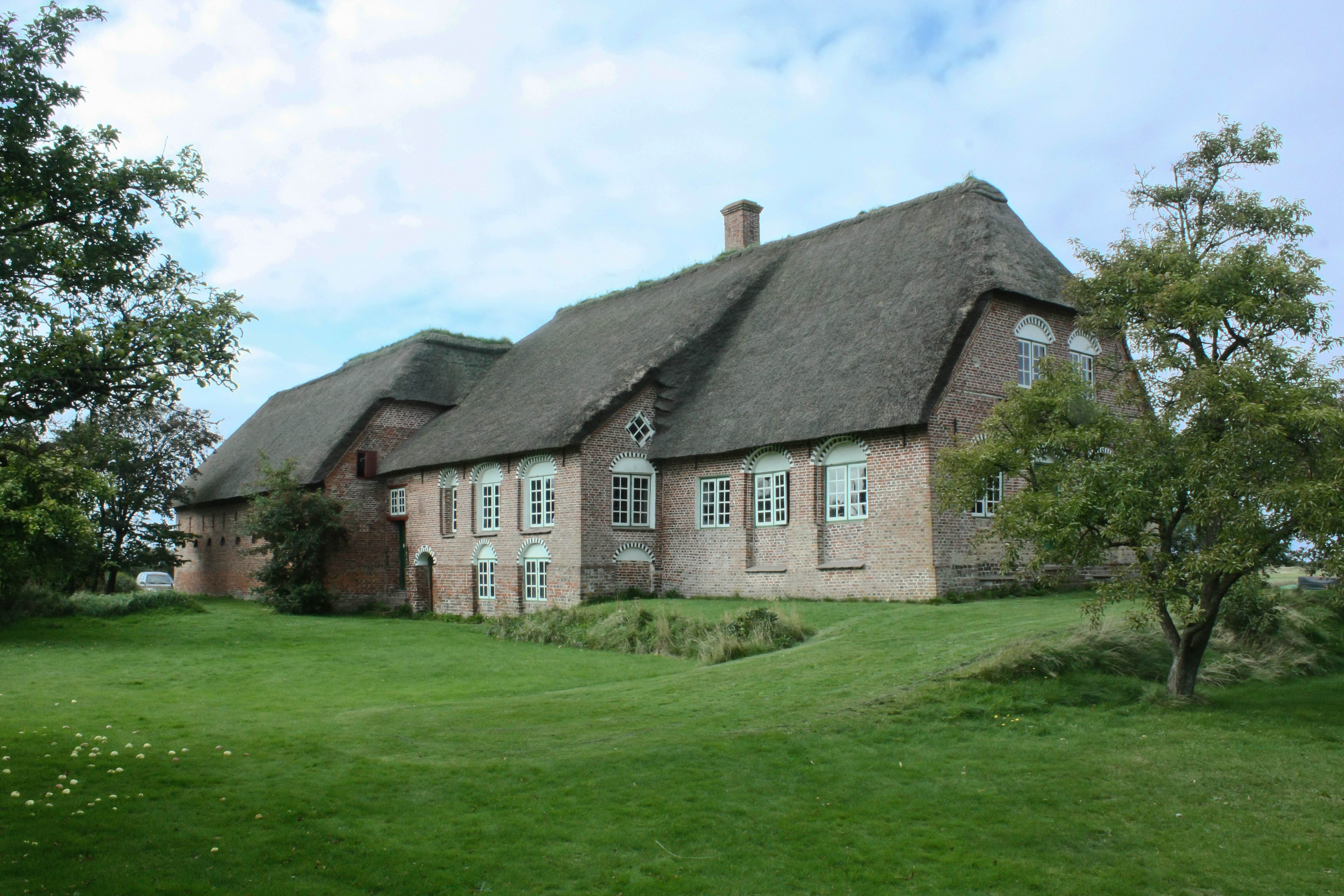
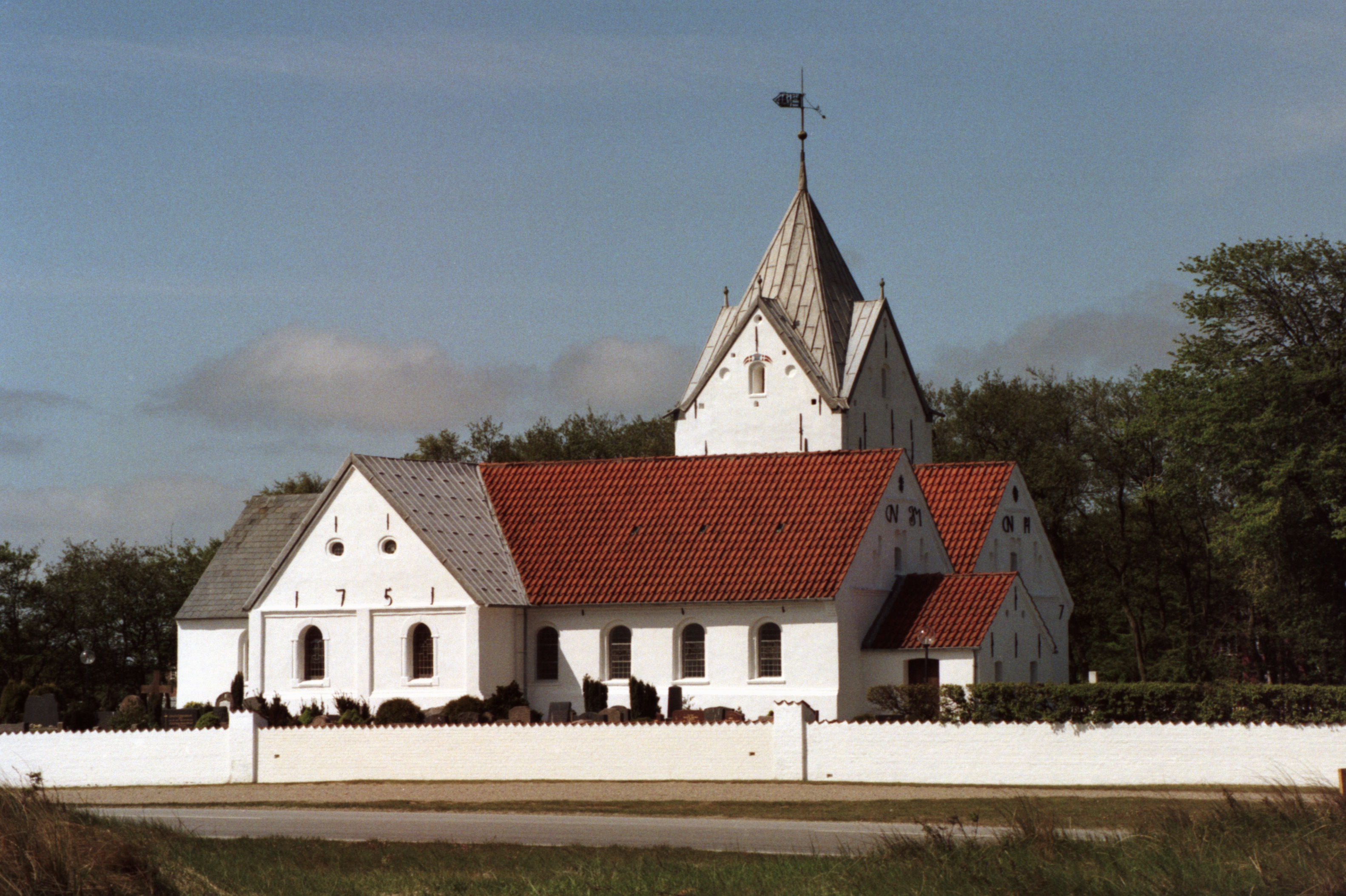
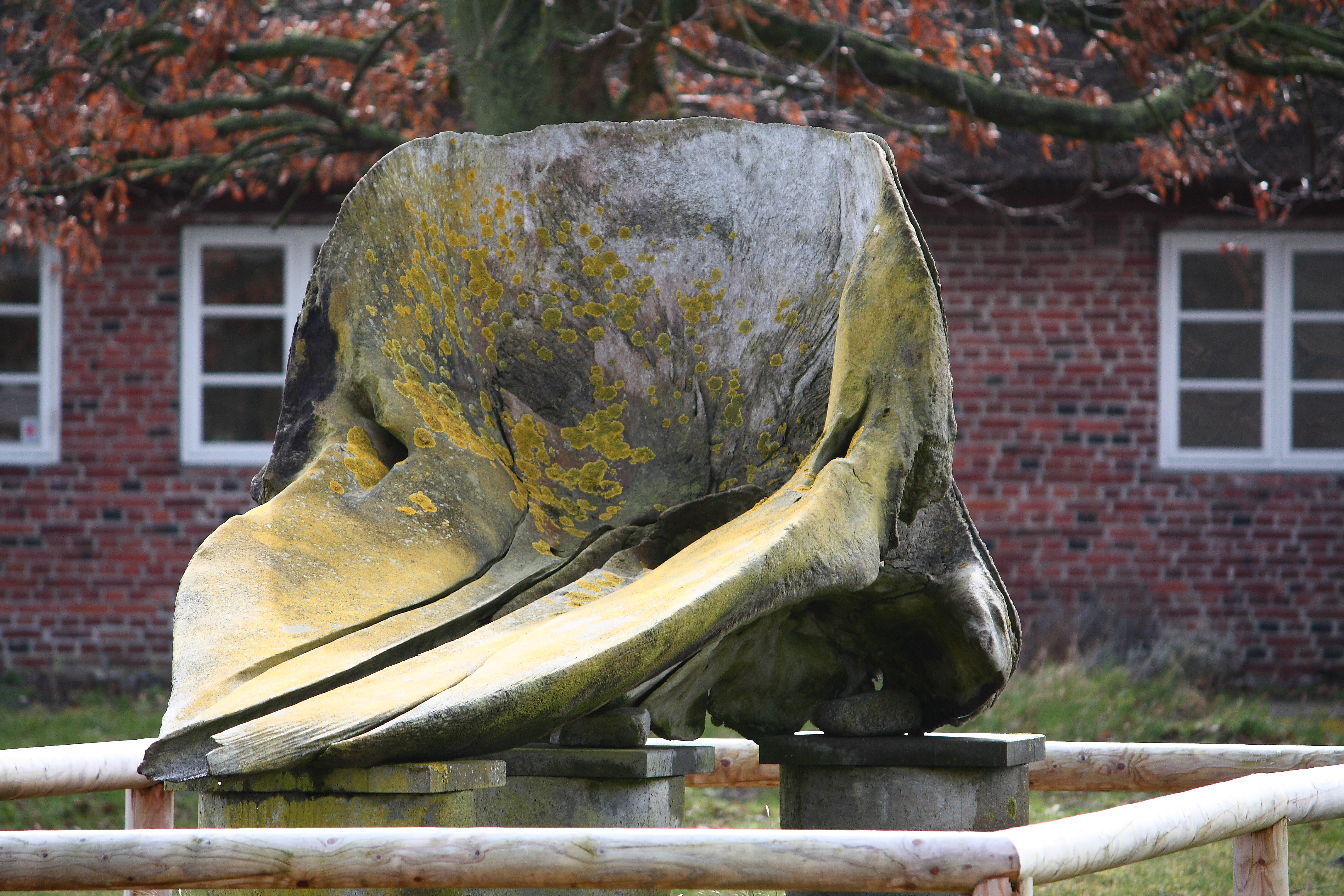
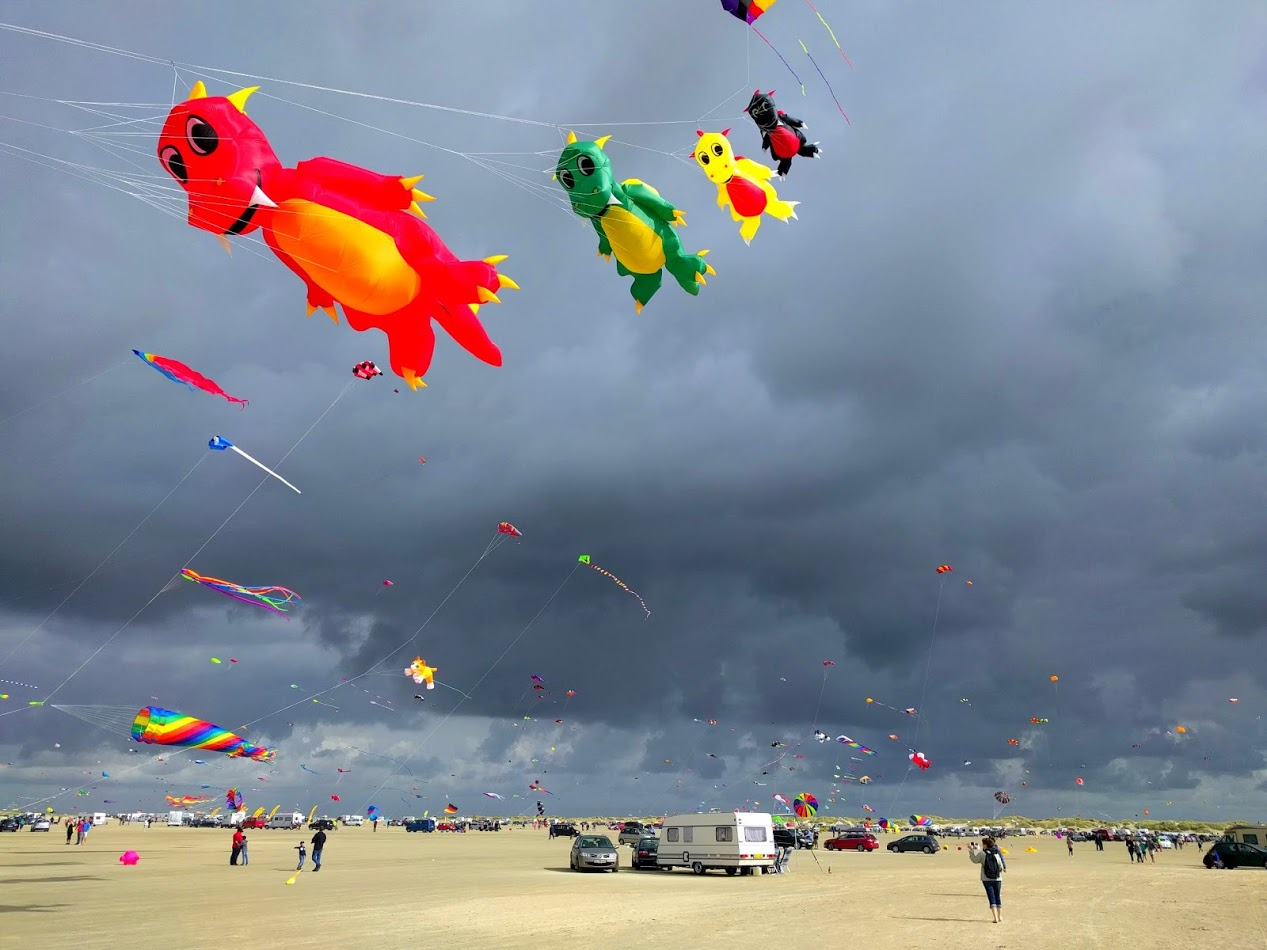